# Metsavan
Metsavan ou Metsvan (en arménien Մեծավան) est une communauté rurale du marz de Lorri en Arménie. En 2008, elle compte 5 595 habitants.